# Facundo Díaz Acosta
Facundo Díaz Acosta (Buenos Aires, 15 dicembre 2000) è un tennista argentino.
Le migliori posizioni raggiunte nel ranking ATP sono la 47ª in singolare nell’aprile 2024 e la 173ª in doppio nel novembre 2022.
Specialista della terra rossa, in carriera ha conquistato un torneo in singolare nel circuito maggiore e alcuni titoli nei tornei minori sia in singolare che in doppio.

## Carriera

### Tra gli juniores
Gioca nell'ITF Junior Circuit tra il 2016 e il 2018, e il primo anno vince il primo titolo in doppio in un torneo Grade 5.  L'anno successivo vince sia il singolare che il doppio al Grade 2 peruviano dell'Inka Bowl. Nel febbraio 2018 vince il primo torneo di Grade 1 in singolare al 	Mundial Juvenil de Tenis in Ecuador. A giugno vince il doppio al Grade 1 tedesco German Juniors e perde la finale in singolare contro Lorenzo Musetti. I primi grande risultati nei tornei Grade A arrivano all'ultimo impegno tra gli juniores nell'ottobre 2018, quando vince la medaglia d'oro in doppio ai Giochi olimpici giovanili di Buenos Aires in coppia con Sebastián Báez e la medaglia d'argento in singolare, sconfitto in finale da Hugo Gaston. Questi risultati gli valgono il nuovo miglior ranking di categoria al 6º posto mondiale.

### 2017 - 2021, esordi, primi titoli ITF e debutto nel circuito maggiore
Fa le sue prime apparizioni tra i professionisti alla fine del 2017 e alla fine del 2018 in tornei ITF e Challenger. Raggiunge le sue prime finali ITF nella primavera del 2019 in Spagna e ad agosto vince il suo primo titolo ITF in singolare a Santa Cristina Valgardena. Nel 2020 fa il suo debutto nel circuito ATP con una wild card per il torneo di Buenos Aires e perde in tre set contro Sousa. Nel corso della stagione conquista il secondo titolo ITF sconfiggendo Juan Manuel Cerúndolo in un ITF argentino mentre a novembre vince i suoi primi due titoli ITF in doppio. Anche nel 2021 riceve una wild card per il torneo di Buenos Aires e perde in due set il match contro Munar. A Todi disputa la prima finale in un torneo Challenger in doppio, mentre nei tornei ITF colleziona due finali in singolare, vincendo quella in Belgio contro Matteo Arnaldi, e il terzo titolo in doppio.

### 2022, primi titoli Challenger
Apre il 2022 con la doppia finale (la prima in singolare a livello Challenger) a Tigre dove viene sconfitto da Santiago Fa Rodríguez Taverna. Il primo titolo Challenger arriva in singolare a maggio a Coquimbo. Eliminato nelle qualificazioni sia a Wimbledon che agli US Open, a settembre vince il primo trofeo Challenger in doppio a Siviglia, a cui fanno seguito le sconfitte in tre finali di doppio disputate in Sudamerica nell'ultimo scorcio di stagione. Chiude il 2022 tra i primi duecento del mondo sia in singolare che in doppio.

### 2023, quattro titoli Challenger e top 100 in singolare
Sconfitto nelle qualificazioni degli Australian Open, vince il primo match in un torneo ATP a Buenos Aires con il primo successo in carriera su un top 50, Federico Coria; al turno successivo viene superato al tie-break del terzo set dal nº 12 del mondo Cameron Norrie. In primavera vince i Challenger di Savannah e Oeiras.
Sconfitto nel match decisivo alle qualificazioni del Roland Garros, viene ripescato come lucky loser e al debutto in un torneo del Grande Slam perde al primo turno contro Jason Kubler dopo cinque set. Con la vittoria nel Challenger Aspria Tennis Cup di Milano, a luglio entra per la prima volta tra i primi 100 del ranking ATP e il mese successivo sale al 93º posto mondiale. Esce al turno di esordio anche agli US Open, dove entra nel tabellone principale per diritto di classifica. Verso fine stagione esce dalla top 100 e vi rientra con il titolo conquistato in novembre al Challenger dell'Uruguay Open.

### 2024, primo titolo ATP e 47º nel ranking
Esce al primo turno nei primi tre tornei stagionali del circuito maggiore, fra cui gli Australian Open, dove viene eliminato dal nº 12 del mondo Taylor Fritz dopo essere stato in vantaggio di due set a uno. Riprende l'ascesa in classifica raggiungendo per la prima volta i quarti in un torneo ATP al Córdoba Open, e viene sconfitto da Sebastián Báez. Si aggiudica il primo titolo ATP al successivo Argentina Open, non perde alcun set in tutto il torneo, sconfigge al secondo turno il nº 22 ATP Francisco Cerúndolo e in finale ha la meglio sul nº 21 Jarry con il punteggio di 6-3, 6-4. Guadagna 28 posizioni nel ranking e sale poi alla 52ª dopo il secondo turno raggiunto all'ATP 500 del Rio Open. Debutta in un torneo Masters 1000 con la sconfitta al primo turno a Miami.
Si spinge fino ai quarti al 500 del Barcelona Open con i successi sui top 40 Borna Coric e Fabian Marozsan, e cede per 10-8 nel tie-break decisivo contro il top 10 Stefanos Tsitsipas, risultati con cui sale al 47º posto mondiale. Un'edema osseo clavicolare lo costringe a una pausa e a rinunciare al Roland Garros e ai Giochi olimpici di Parigi. Torna a giocare dopo 10 settimane, esce al primo turno a Wimbledon e all'ATP 500 di Amburgo e scende al 77º posto mondiale. Risale raggiungendo la semifinale all'Austrian Open Kitzbühel, nel corso della quale si ritira. Negli ultimi sette tornei stagionali vince un solo incontro agli US Open, primo match vinto in una prova del Grande Slam. Chiude la stagione in 79ª posizione.

### 2025, infortunio e crollo nel ranking
A gennaio 2025 esce nei quarti di finale all'Adelaide International per mano di Gaël Monfils dopo le vittorie contro Norrie e Báez. Vince contro Zizou Bergs il suo primo incontro in carriera agli Australian Open e si ritira durante il match di secondo turno per una distorsione. Questo problema si unisce alla fascite plantare di cui soffre da inizio stagione. Rientra prematuramente all'Argentina Open, dove è campione uscente, ed esce al primo turno e dalla top 100. Esce al turno di esordio anche ai successivi Rio Open e Chile Open, dopo i quali si prende un periodo di riposo per curare la fascite plantare. Torna a giocare dopo quattro mesi al torneo di Wimbledon 2025, ripartendo dalla 199ª posizione mondiale.

## Statistiche

### Singolare

#### Vittorie (1)
| Legenda              |
| Grande Slam (0)      |
| ATP Finals (0)       |
| ATP Masters 1000 (0) |
| ATP Tour 500 (0)     |
| ATP Tour 250 (1)     |

| N. | Data             | Torneo                       | Superficie  | Avversario in finale | Punteggio |
| 1. | 18 febbraio 2024 | Argentina Open, Buenos Aires | Terra rossa | Nicolás Jarry        | 6–3, 6–4  |

### Tornei minori

#### Singolare

##### Vittorie (8)
| Legenda tornei minori |
| Challenger (5)        |
| ITF (3)               |

| N. | Data             | Torneo                                | Superficie  | Avversario in finale  | Punteggio        |
| 1. | agosto 2019      | M15 Santa Cristina Valgardena, Italia | Terra rossa | Wilson Leite          | 6(7)–7, 6–1, 6–2 |
| 2. | marzo 2020       | M25 Hurlingham, Argentina             | Terra rossa | Juan Manuel Cerúndolo | 6–4, 6–3         |
| 3. | settembre 2021   | M25 Eupen, Belgio                     | Terra rossa | Matteo Arnaldi        | 7–6(2), 6–2      |
| 4. | maggio 2022      | Challenger Coquimbo, Coquimbo         | Terra rossa | Pedro Boscardin Dias  | 7–5, 7–6(4)      |
| 5. | aprile 2023      | Savannah Challenger, Savannah         | Terra Rossa | Tristan Boyer         | 6-3, 6-1         |
| 6. | maggio 2023      | Oeiras Challenger II, Oeiras          | Terra rossa | Aleksandar Vukic      | 6–4, 6–3         |
| 7. | 9 luglio 2023    | Aspria Tennis Cup, Milano             | Terra rossa | Matteo Gigante        | 6–3, 6–3         |
| 8. | 19 novembre 2023 | Uruguay Open, Montevideo              | Terra rossa | Thiago Monteiro       | 6–3, 4–3 rit.    |

##### Finali perse (5)
| Legenda tornei minori |
| Challenger (2)        |
| ITF (3)               |

| N. | Data         | Torneo                           | Superficie  | Avversario in finale          | Punteggio     |
| 1. | maggio 2019  | M25 Vic, Spagna                  | Terra rossa | Raul Brancaccio               | 7–5, 5–7, 3–6 |
| 2. | giugno 2019  | M15 Majadahonda, Spagna          | Terra rossa | Pol Toledo Bague              | 2–6, 6(2)–7   |
| 3. | agosto 2021  | M25 Prostějov, Repubblica Ceca   | Terra rossa | Nikolas Sanchez Izquierdo     | 4–6, 6–1, 6–2 |
| 4. | gennaio 2022 | Challenger de Tigre, Tigre       | Terra rossa | Santiago Fa Rodríguez Taverna | 4–6, 2–6      |
| 5. | ottobre 2022 | Challenger Coquimbo II, Coquimbo | Terra rossa | Juan Manuel Cerúndolo         | 3–6, 6–3, 4–6 |
| 6. | giugno 2023  | Heilbronner Neckarcup, Heilbronn | Terra rossa | Matteo Arnaldi                | 6(4)–7, 1–6   |

#### Doppio

##### Vittorie (4)
| Legenda tornei minori |
| Challenger (1)        |
| ITF (3)               |

| N. | Data           | Torneo                 | Superficie  | Compagno                 | Avversari in finale                           | Punteggio           |
| 1. | novembre 2020  | M15 Candia, Grecia     | Cemento     | Mateus Alves             | Corentin Denolly Jonathan Eysseric            | 4–6, 6–3, [10–4]    |
| 2. | novembre 2020  | M15 Madrid, Spagna     | Terra rossa | Gerardo López Villaseñor | Íñigo Cervantes Oriol Roca Batalla            | 7–6(4), 2–6, [10–6] |
| 3. | luglio 2021    | M25 Dénia, Spagna      | Terra rossa | Shintaro Mochizuchi      | Pawel Cias Andrey Chepelev                    | 7-5, 6-3            |
| 4. | settembre 2022 | Copa Sevilla, Siviglia | Terra rossa | Román Andrés Burruchaga  | Nicolás Álvarez Varona Alberto Barroso Campos | 7–5, 6(8)–7, [10–7] |

##### Finali perse (5)
| Legenda tornei minori |
| Challenger (5)        |
| ITF (0)               |

| N. | Data           | Torneo                                       | Superficie  | Compagno                | Avversari in finale                     | Punteggio |
| 1. | luglio 2021    | Internazionali di Tennis Città di Todi, Todi | Terra rossa | Alexander Merino        | Francesco Forti Giulio Zeppieri         | 3–6, 2–6  |
| 2. | gennaio 2022   | Challenger de Tigre, Tigre                   | Terra rossa | Matías Franco Descotte  | Conner Huertas del Pino Mats Rosenkranz | 5–6 rit.  |
| 3. | settembre 2022 | Challenger de Buenos Aires, Buenos Aires     | Terra rossa | Román Andrés Burruchaga | Guido Andreozzi Guillermo Durán         | 0–6, 5–7  |
| 4. | ottobre 2022   | Challenger Ciudad de Guayaquil, Guayaquil    | Terra rossa | Luis David Martínez     | Guido Andreozzi Guillermo Durán         | 0–6, 4–6  |
| 5. | novembre 2022  | Uruguay Open, Montevideo                     | Terra rossa | Luis David Martínez     | Karol Drzewiecki Piotr Matuszewski      | 4–6, 4–6  |